# Seikanron

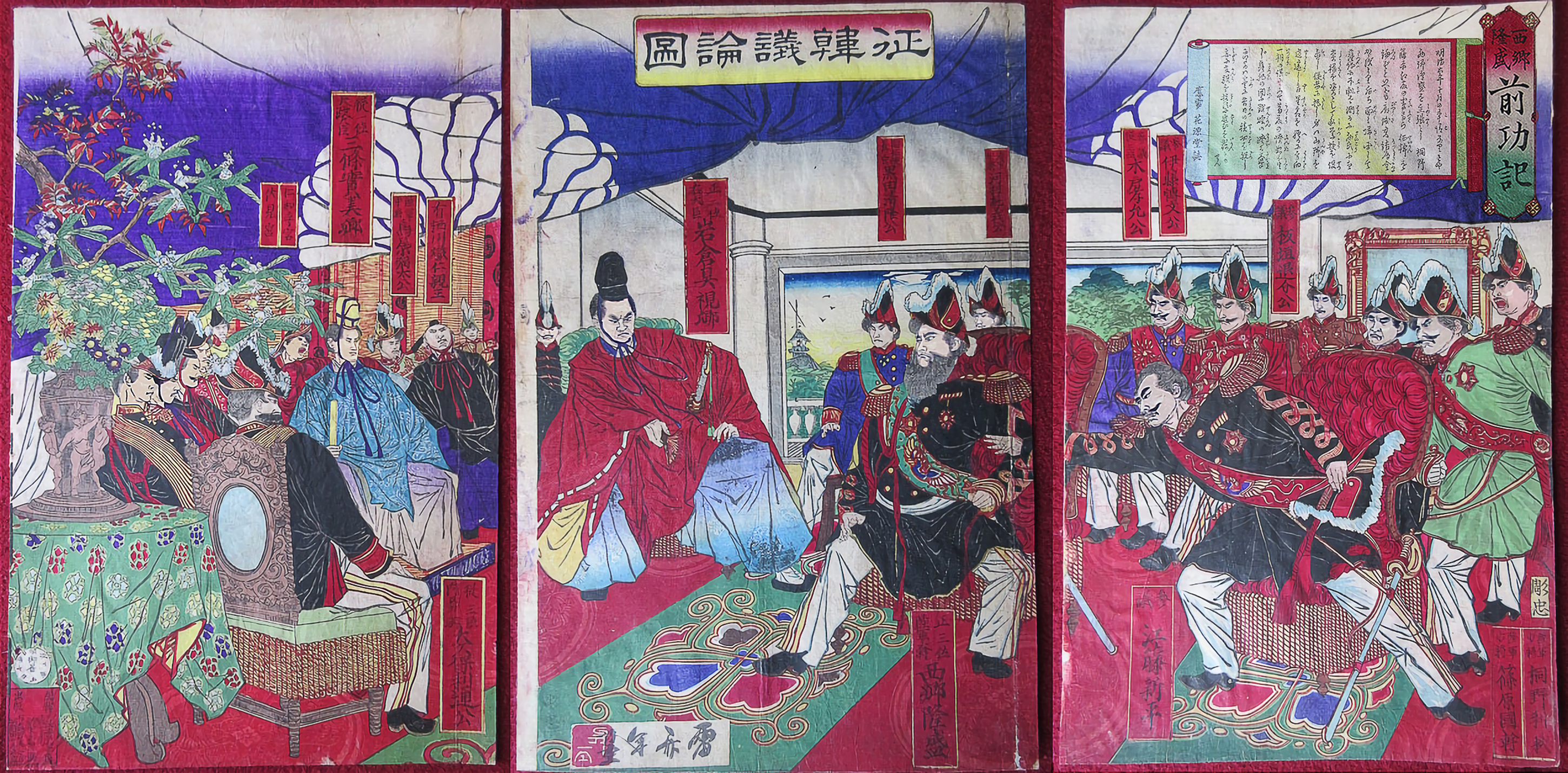
Seikanron. Saigo Takamori ngồi ở giữa. Tranh vẽ năm 1877.

Seikanron (Tiếng Nhật: 征韓論, Tiếng Triều Tiên: 정한론 Chinh Hàn luận) là một cuộc xung đột chính trị lớn diễn ra ở Nhật Bản vào năm 1873 xoay quanh chính sách đối ngoại với Vương quốc Triều Tiên.
Saigō Takamori, thủ lĩnh phe chủ chiến cho rằng triều đình Nhật Bản phải có biện pháp cứng rắn với nhà Triều Tiên vì Hàn triều không nhận quốc thư và cũng không chịu tiếp kiến sứ thần của Thiên hoàng Minh Trị. Nhật Bản lúc bấy giờ đang xúc tiến bang giao với Hán Thành và muốn mở đường giao thương. Vin cớ rằng Hàn triều đã xúc phạm quốc thể, Saigō muốn lèo lái tình hình ngoại giao để gây hấn với Hán Thành hầu giải quyết căng thẳng nội bộ ở Nhật khi hàng ngàn samurai không có công ăn việc làm. Giới võ sĩ này đã bị giải thể trong một xã hội Nhật Bản mới với cuộc cải cách thời Minh Trị. Saigō, bản thân cũng là một samurai, muốn giảm thiểu nỗi bất mãn của võ sĩ Nhật vì đó cũng là mầm mống đe dọa triều đình Nhật Bản trên con đường duy tân.
Theo tài liệu chính thống, "Saigo tự mình tình nguyện đến Triều Tiên với tư cách sứ thần đặc biệt, cố làm mình bị ám sát để tạo cái cớ hợp lý, nếu cần đến, cho một cuộc trừng phạt bằng quân sự ", mặc dù những nhà sử học xét lại lập luận rằng lời nói của Saigo là một cố gắng để giành được sự ủng hộ của Itagaki, và rằng lời chỉ trích của Saigo sự khiêu khích của Minh Trị chống lại Triều Tiên năm 1876 gợi ý rằng Saigo đã luôn luôn "thiết lập một mối quan hệ chắc chắn". Trong bất kỳ trường hợp nào, các nhà lãnh đạo Nhật Bản phản đối mạnh mẽ lại kế hoạch này, một phần vì cân nhắc đến ngân sách, và một phần vì nhận ra sự yếu kém của Nhật Bản so với các nước phương Tây từ những gì họ chứng kiến trong khi tham gia phái đoàn Iwakura.
Trong khi các nhà sử học chính thống xem cuộc tranh luận này là ở vấn đề có nên xâm lược Triều Tiên hay không, sự khiêu khích chống lại Triều Tiên năm 1876 ủng hộ giả thuyết rằng phe Iwakura không bao giờ không đồng ý với tính đúng đắn của cuộc tấn công, và những nhà sử học xét lại xem Seikanron không phải là một cuộc tranh luận có làm việc đó hay không, mà là "khi nào làm" và "ai sẽ làm". Điều thứ nhất là vì những người trở về từ phái đoàn Iwakura tin rằng Nhật Bản quá yếu để thu hút được sự chú ý của quốc tế và cần tập trung vào các cải cách nội bộ, điều thứ hai là vì sự chia rẽ trong chính quyền giữa những người trông nom chính quyền và nhóm của Iwakura dẫn đến sự tranh giành quyền lực giữa họ (ví dụ như Okubo Toshimichi khi ấy không có một vị trí quyền lực thật sự nào, thấy rằng vị trí của mình bị lấy mất sau khi ông ra đi).
Quyết định cuối cùng là không có hành động gì chống lại Triều Tiên, và nhiều người thuộc phe chủ chiến bao gồm Saigo và Itagaki từ chức để phản đối. Saigo trở về thành phố quê nhà Kagoshima, mặc dù Saigo chưa bao giờ chính thức từ bỏ vị trí của mình trong đội thị vệ Hoàng cung. Một vài nhà sử học (chủ yếu là người theo quan điểm chính thống) cho rằng sự chia rẽ chính trị này mở đường cho Cuộc nổi loạn Saga năm 1874 và Chiến tranh Tây Nam năm 1877 do Saigo Takamori lãnh đạo. Mặc khác, Itagaki tham gia vào đảo chính trị tự do Aikoku Koto, và chống lại phe Iwakura bằng biện pháp hợp pháp.